# Aktinorbitoides
Aktinorbitoides es un género de foraminífero bentónico de la subfamilia Vaughanininae, de la familia Pseudorbitoididae, de la superfamilia Rotalioidea, del suborden Rotaliina y del orden Rotaliida. Su especie tipo es Aktinorbitoides browni. Su rango cronoestratigráfico abarca desde el Campaniense superior hasta el Maastrichtiense inferior (Cretácico superior).

## Clasificación
Aktinorbitoides incluye a la siguiente especie:
- Aktinorbitoides browni †